# Teocracia

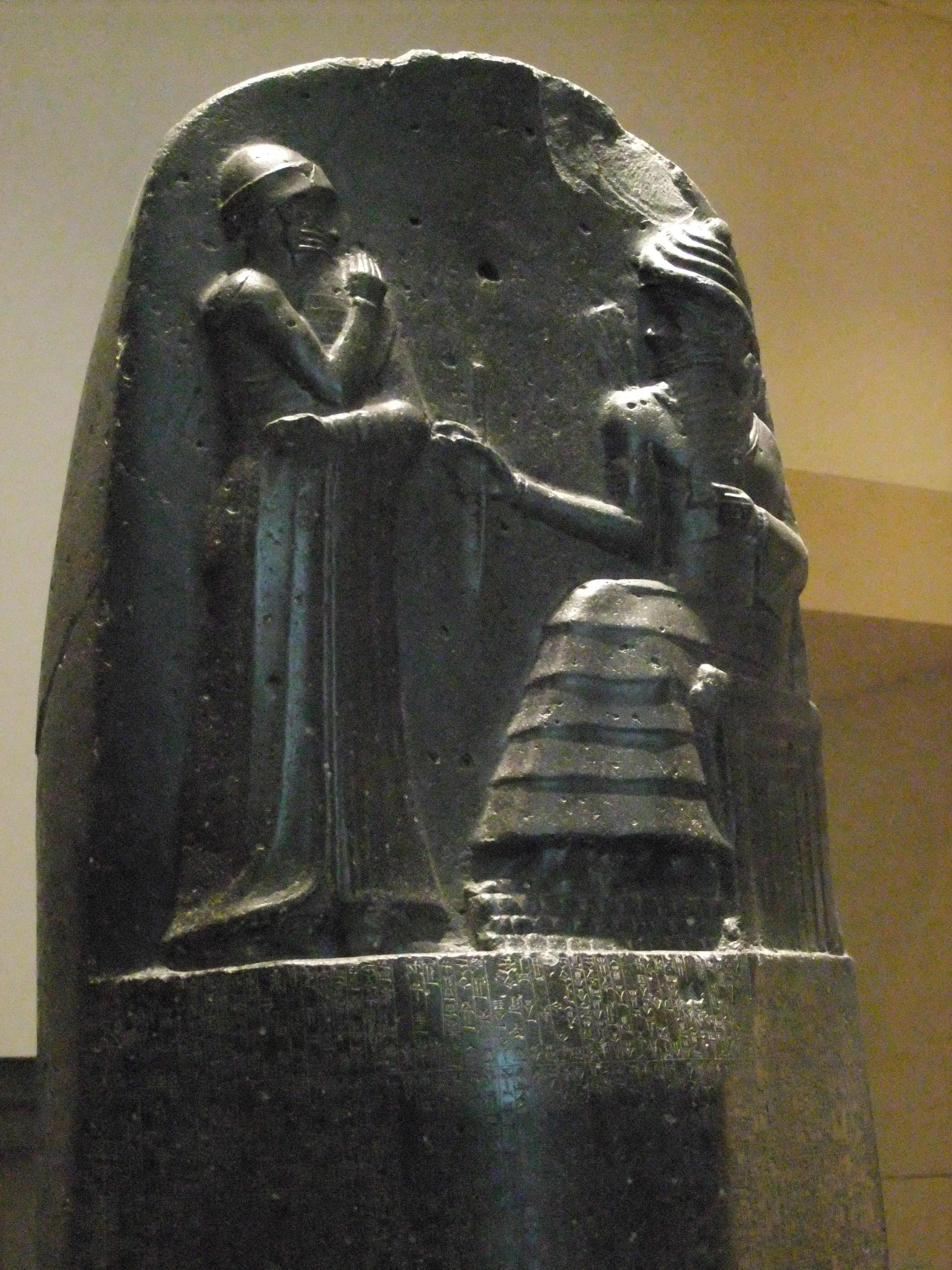
La estela denominada Código de Hammurabi, donde se justifican los poderes del rey babilónico, particularmente los legislativos, por su relación con la divinidad.

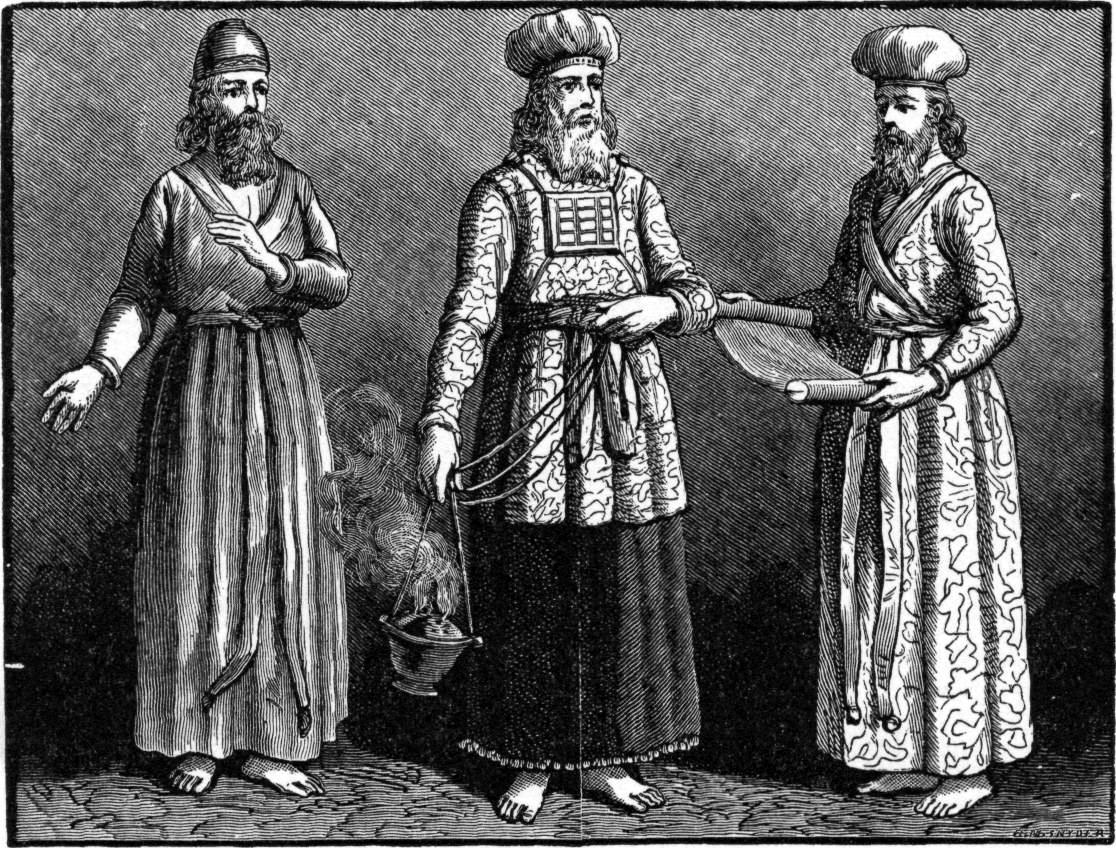
Los sacerdotes judíos del Tabernáculo. No hay que confundir la institución sacerdotal del Antiguo Israel, atribuida a los levitas y presidida por el Sumo Sacerdote de Israel, y la posterior institución de los rabinos.

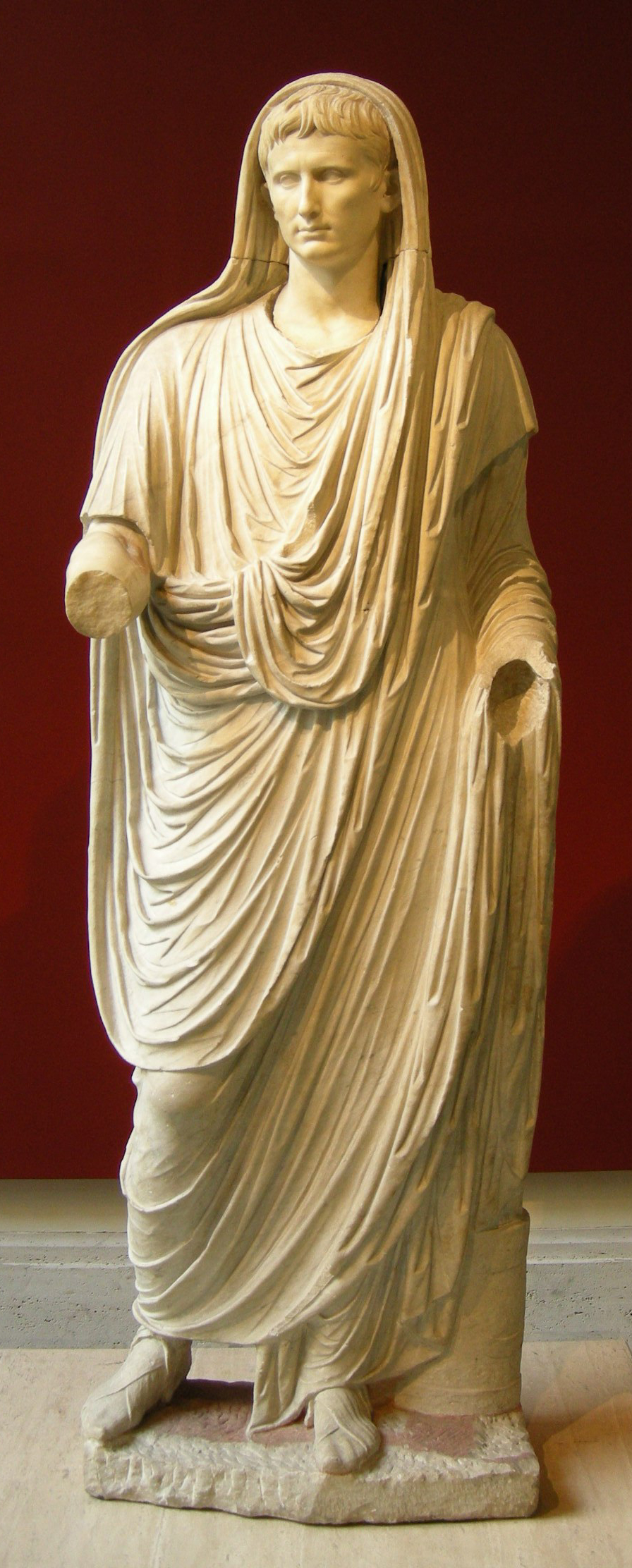
La estatua denominada «Augusto de Vía Labicana», que representa al primer emperador romano, Augusto, como pontifex maximus (el máximo cargo religioso).

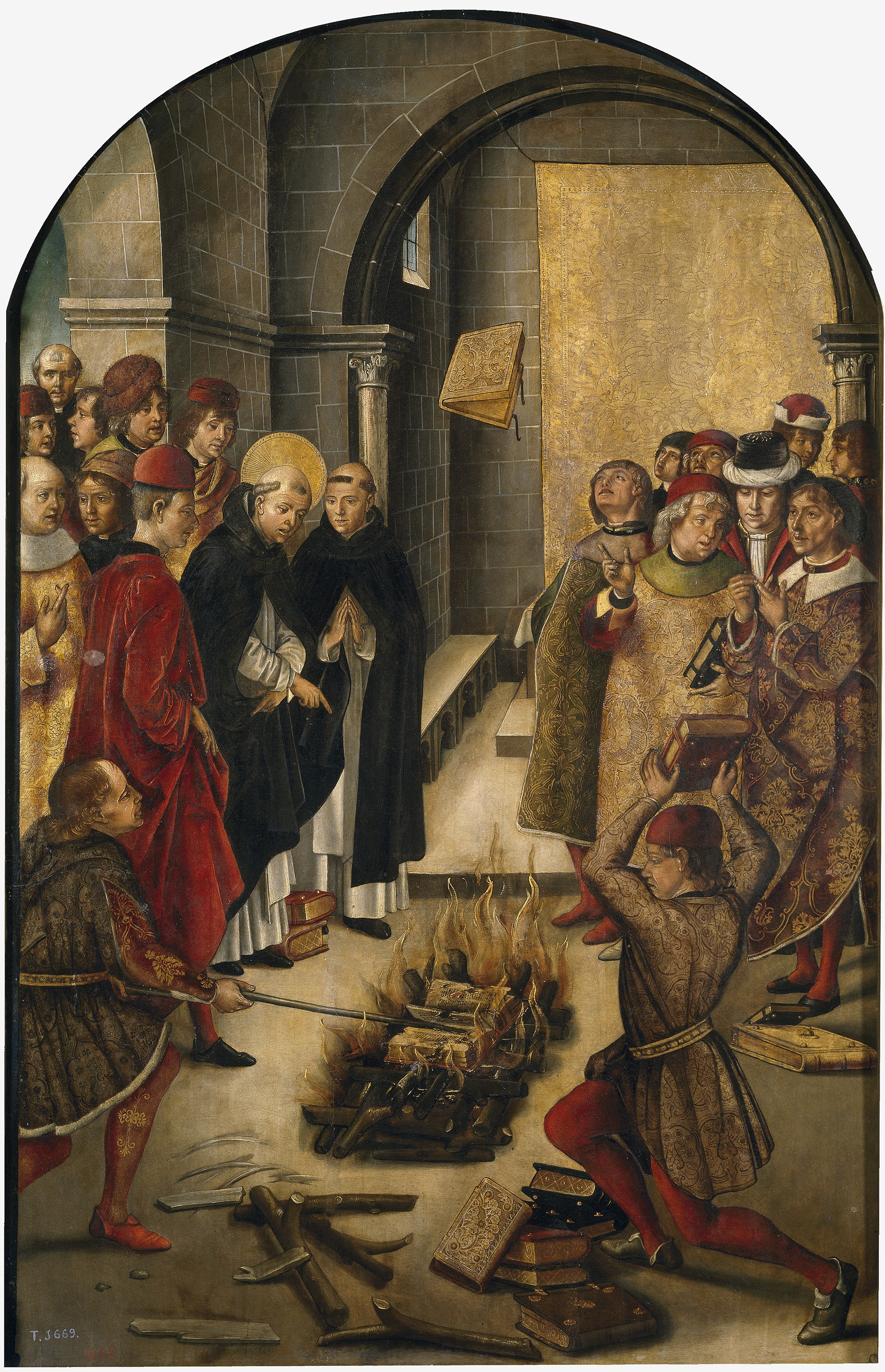
Santo Domingo y los albigenses (pintura de Pedro Berruguete, 1493-1499, parte del Retablo de Santo Domingo en el Monasterio de Santo Tomás de Ávila junto con otras tablas, de las que la más famosa es el Auto de Fe presidido por Santo Domingo de Guzmán), representa a Santo Domingo presidiendo una ordalía en la que los textos albigenses ardían y los católicos levitaban. La Orden Dominica, fundada por él, estuvo estrechamente vinculada a la Inquisición, un eficaz mecanismo de control ideológico y social de la jerarquía eclesiástica (obispos y papa) desde 1184. Particularmente en España estuvo estrechamente relacionado con el Estado (Inquisición española desde 1478, Monarquía Católica desde los Reyes Católicos, título que siguieron ostentando sus sucesores en la Monarquía hispánica). Entre las múltiples instituciones religiosas de gran poder, el confesor real tuvo una destacada importancia, funcionando en la práctica como un destacado miembro del gobierno. Otras monarquías católicas también tuvieron destacada presencia de clérigos en torno al poder (en Francia, el cardenal Richelieu, el cardenal Mazarino o el obispo Bossuet).

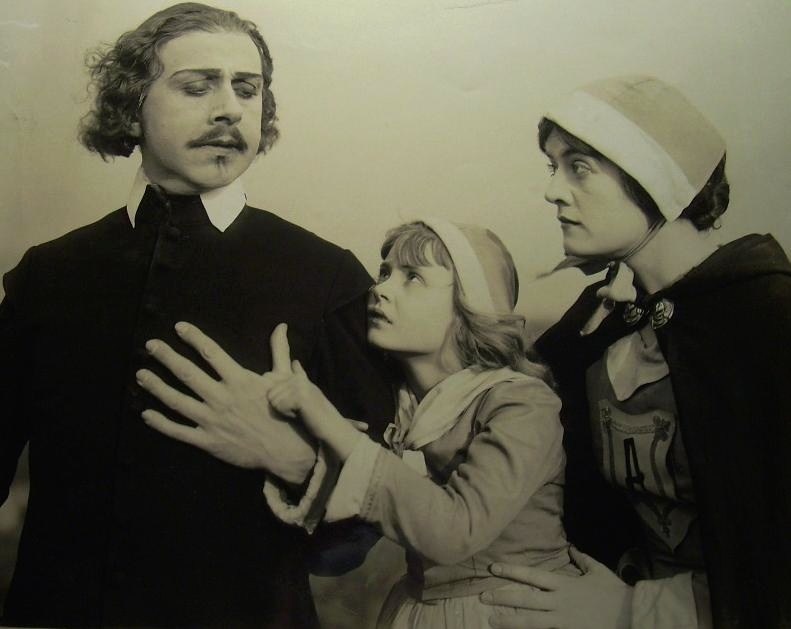
Fotograma de La letra escarlata (película de 1917 basada en la novela). Refleja la teocrática Nueva Inglaterra de los «padres peregrinos» puritanos del.

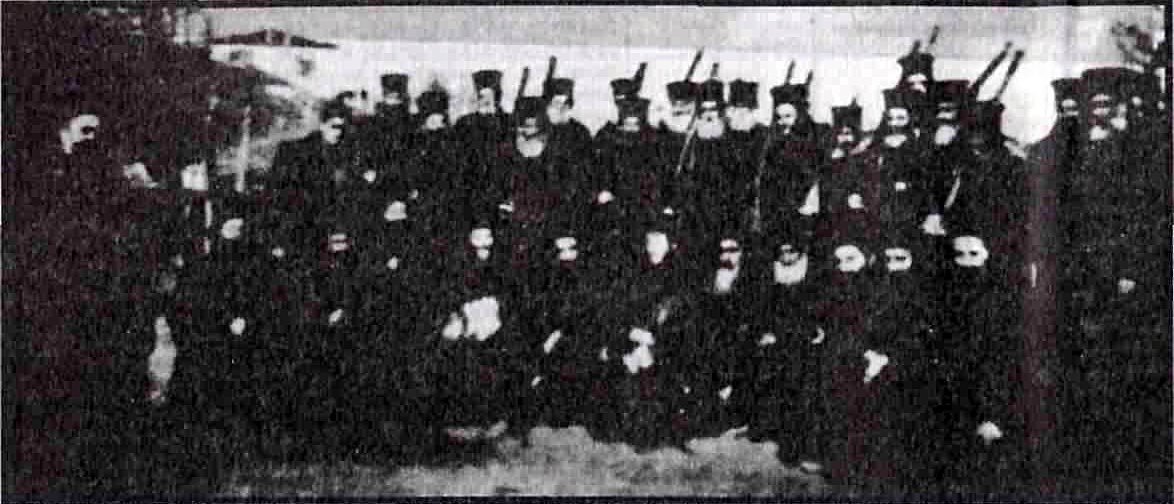
Monjes del Monte Athos armados durante las luchas de Macedonia, 1904-1908.

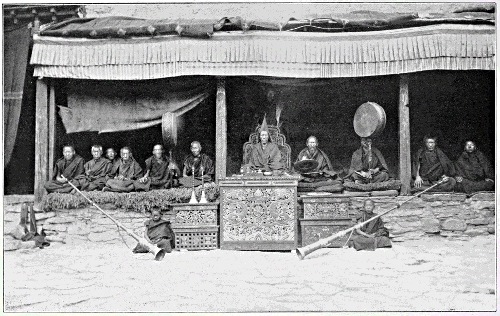
Lamas del monasterio de Kharta en 1921.

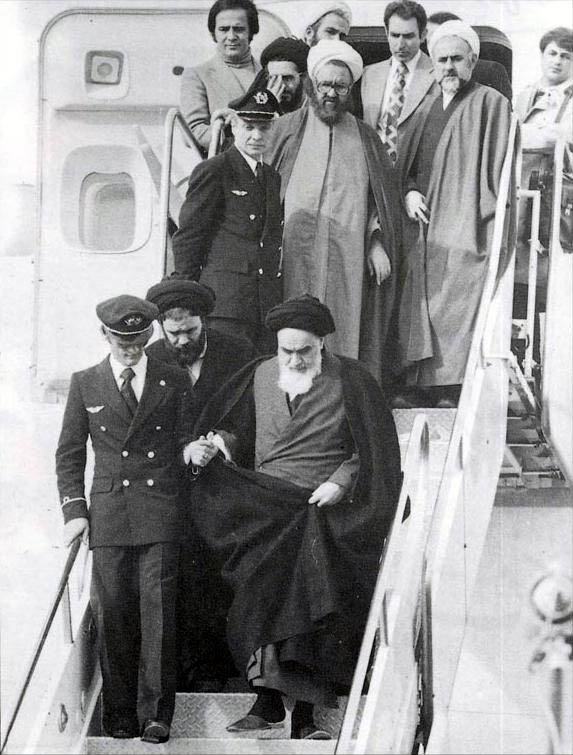
Llegada del ayatolá Jomeini a Irán en 1979.

La teocracia (del griego θεός [theós], ‘dios’ y κράτος [kratos], ‘poder’, ‘gobierno: «gobierno de Dios») es la forma de gobierno donde los administradores estatales coinciden con los líderes de la religión dominante, y las políticas de gobierno son idénticas o están muy influidas por los principios de la religión dominante. Generalmente, el gobierno afirma mandar en nombre de la divinidad, tal como especifica la religión local.
El DRAE definía «teocracia» como el «gobierno ejercido directamente por Dios», y en una segunda acepción: «Sociedad en que la autoridad política, considerada emanada de Dios, se ejerce por sus ministros». En la edición de 2014, escindió esa segunda acepción en dos, ampliando esa posibilidad de ejercicio al indicar que «es ejercida directa o indirectamente por un poder religioso, como una casta sacerdotal o un monarca»; e introduciendo como tercera acepción la posibilidad de denominar «teocracia» al país que tiene esta forma de gobierno.
La utilización  más antigua registrada del término «teocracia» se encuentra en el historiador judeo-romano Flavio Josefo, quien aparentemente la acuña al explicar a los lectores gentiles la organización de la comunidad judía de su época (el siglo I). Al contraponer esta con las formas de gobierno definidas por los griegos clásicos —monarquías, oligarquías y repúblicas— añade: «Nuestro legislador [Moisés] no tuvo en cuenta ninguna de estas formas, sino que ordenó nuestro gobierno a lo que, con expresión forzada, podría llamarse una teocracia [theokratian], al atribuir el poder y la autoridad a Dios, y persuadir a todo el pueblo de que lo tuviera en cuenta como autor de todas las cosas buenas» (Contra Apión, libro II, 17).
Por el contrario, en el cesaropapismo, el poder de un líder secular (un líder político -César, emperador, rey o cualquier otro título de soberanía-) se impone, incluso en cuestiones religiosas, sobre el que pudieran aspirar a tener o compartir, incluso en cuestiones terrenales, los líderes religiosos (Papa, sumo sacerdote o casta sacerdotal), subordinando la Iglesia al Estado.
Todas las monarquías tienen un componente sacro (de hecho, todas las formas de poder lo tienen en mayor o menor medida, pues ha sido universalmente utilizado para la escenificación del poder político) y muchas se definen como «divinas» en naturaleza (derecho divino de los reyes) o están directamente relacionadas con una religión. Por ejemplo: el zar o autócrata de Rusia con la Iglesia ortodoxa rusa, el Absolutismo en Francia considerándose el rey un heraldo de Dios en la Tierra,  el rey de Inglaterra (que es, a su vez, Cabeza o Gobernador supremo de la Iglesia de Inglaterra) con el anglicanismo, el rey de Tailandia con el budismo, la religión egipcia considerando al faraón un dios entre los vivos, el emperador de China (considerado un ser divino cuyos dominios se justificaban como la traslación terrenal de su «Celeste Imperio») con la religión tradicional china, el rey de Bután con el lamaísmo, el emperador de Japón (considerado un dios viviente hasta la derrota japonesa en la Segunda Guerra Mundial -1945-) con el sintoísmo, etc.
Han existido y existen muchos tipos de teocracias o pseudo-teocracias, algunos definidos con términos como hierocracia (de hieros -«sagrado»-), eclesiocracia (de ecclesia -«iglesia»-) o episcopocracia (de episcopus -«obispo»-). Para designar la forma en la que algunos regímenes constitucionales adoptan rasgos teocráticos se ha propuesto el concepto de «teocracia constitucional».
El clericalismo es la «influencia excesiva del clero en los asuntos políticos» o la «marcada afección y sumisión al clero y a sus directrices»; que, cuando afecta a las autoridades civiles significa una teocracia o hierocracia en la práctica. El concepto contrario es el anticlericalismo; que, cuando se ejerce sistemáticamente desde el gobierno puede significar una verdadera persecución religiosa.

## Historia

### Culturas primitivas y primeras civilizaciones
Los sistemas teocráticos más antiguos serían las sociedades tribales primitivas donde, en muchos casos, el chamán se sobreponía a las jefaturas o bien ejercía un doble rol como líder espiritual y jefe tribal él mismo. Un sistema similar, ya con casta sacerdotal (los levitas) es el que aparece descrito en el Pentateuco (los libros bíblicos atribuidos a Moisés por inspiración divina que contienen las leyes dictadas por Yahvé y reflejan la civilización del Antiguo Israel), donde los reyes de Israel aparecen como una institución posterior.
La dualidad del poder político y religioso aparece indisociablemente unida al nacimiento del Estado en las primeras civilizaciones. En las ciudades sumerias se expresaba en distintos edificios, instituciones y funciones de templo y palacio (en, ensi, patesi, lugal, etc.), que se desarrollaron por las civilizaciones mesopotámicas. El faraón en el antiguo Egipto era, a la vez, sacerdote y representante de los dioses o dios él mismo; pero la teocracia de los sacerdotes egipcios se impuso en determinados momentos de la prolongada historia de esta civilización (por ejemplo, en el periodo amarniense). La religión griega antigua era ajena a la existencia de un dogma o de un clero diferenciado, y los cargos políticos mantenían funciones religiosas (particularmente el de basileus); la anfictionía permitía la unidad de las antiguas polis griegas en torno a unos santuarios comunes. La conquista del Próximo Oriente por el imperio de Alejandro incorporó los usos sacrales de las monarquías persa y egipcia (como la proskinesis), no sin escándalo. El emperador romano, entre cuyos cargos estaban los sacerdotales como Pontifex Maximus, terminó por asimilarse a la tradición divinizadora de la monarquía helenística.

### Cesaropapismo e hierocracia en el cristianismo
El cesaropapismo, inaugurado en Oriente por los emperadores bizantinos, se dio en Occidente por la práctica política de Carlomagno continuada por los Carolingios, los Otónidas y los Hohenstaufen, aunque tuvo que ceder definitivamente ante el peso que la hierocracia alcanzó con los teóricos de las máximas formulaciones del poder universal de los sucesores de Pedro (los obispos de Roma o papas): Gregorio VII (1073-1085 -reforma gregoriana-), los canonistas del siglo XII y los decretalistas del XIII, o Bonifacio VIII (1294-1303).
Incluso en el Imperio bizantino se dio un espacio, el monte Athos, cuyo gobierno se ejercía directamente por los monjes, sin interferencias del poder político (república monástica). A los territorios donde el monacato (tanto el oriental como el occidental) tuvo una especial importancia por su influencia social y política (que llegaba a veces a una independencia de hecho) se les denominaba genéricamente «tebaidas», por simitud con la Tebaida egipcia habitada por los «Padres del Desierto» (véase, por ejemplo, la Tebaida berciana en la Hispania tardorromana y visigoda desde el siglo IV, Montecassino -San Benito, desde 529-, el Monte Sinaí -siglo VI-, el monasterio de Vivarium -fundado por Casiodoro a mediados del siglo VI-, los monasterios irlandeses -siglos VI a VIII-, Cluny -909-, Chartreuse, San Bruno, 1084-, Citeaux -1098-, etc.) La existencia de comunidades monásticas aisladas en territorios alejados, o con los que se había perdido contacto, dio origen a los mitos del Preste Juan o de San Borondón, que, siglos más tarde, se creía seguían rigiendo teocráticamente extensos reinos africanos o asiáticos o islas atlánticas.
El establecimiento de una sociedad estamental en el feudalismo otorgaba al clero unas destacadas funciones económicas, sociales, políticas e ideológicas. Desde el siglo XII las órdenes militares (instituciones que se rigen mediante reglas religiosas y cuyos miembros tienen la consideración de «mitad monjes mitad soldados») gobernaron por sí mismas algunos territorios en Próximo Oriente (Estados cruzados), Europa Oriental (Orden Teutónica) y algunas islas del Mediterráneo (Soberana Orden militar y hospitalaria de San Juan de Jerusalén, de Rodas y de Malta, que incluso tras perder su último territorio mantuvo su consideración de Estado extaterritorial reconocido internacionalmente).
El monje Savonarola estableció un régimen teocrático en Florencia, desplazando a los Médici, entre 1494 y 1498.
La Reforma Protestante estableció gobiernos teocráticos en algunos lugares, alcanzando gran radicalismo durante el gobierno anabaptista de Münster (1535), y una mucho mayor extensión temporal en Ginebra, donde se llevaron a la práctica las doctrinas de Juan Calvino (desde 1541).
La administración por parte de órdenes religiosas de algunos territorios de la América española fue vista por sus detractores como una verdadera teocracia, independiente en la práctica de la Monarquía Hispánica, especialmente las reducciones jesuíticas del Paraguay (en territorio de las actuales Argentina, Paraguay y Brasil, hasta su expulsión a mediados del siglo XVIII). En el caso de la colonización inglesa de América se ha visto en la de Nueva Inglaterra por parte de grupos puritanos («padres peregrinos», desde el Mayflower, 1620); aunque la organización político-social de unos y otros y su relación con la población indígena fueran completamente diferentes. En distintos lugares se han asentado comunidades que pretenden mantenerse «puras» a través del aislamiento del resto del mundo y del gobierno interno mediante estrictos criterios religiosos: los mormones en Utah a mediados del siglo XIX (Guerra de Utah), los menonitas o amish y muchas otras denominaciones habitualmente calificadas como sectas.
Hierocracia (de las raíces griegas hieros -«sagrado», como en jerarquía o jeroglífico, véase también la etimología de Jerusalén-) y kratos -«poder», «gobierno», como en democracia, aristocracia o plutocracia-), término que no recoge el DRAE, es una «expresión utilizada por el sociólogo Weber para designar el estado en el que toda la vida social se explica por el factor religioso».

El racionalismo de la hierocracia había surgido a partir de la actividad profesional en el culto y los mitos y, en grado superior, en la cura de almas (confesión y consejo a pecadores). Éste siempre buscaba monopolizar la concesión del bien de la salvación. Se trataba de convertirlo en «gracia sacramental» o «gracia insitucional», a la que el individuo no podía llegar por sí solo, sino que requería los ritos de la hierocracia. Es más, se consideraba altamente sospechoso que el individuo o la comunidad libre buscasen la salvación por sí solos, mediante la contemplación, la orgía o el ascetismo. Evidentemente, ahí estaba en juego el poder de la propia hierocracia, que había de reglamentar los ritos y controlarlos de forma hierocrática.

André Lalande, en su clásico Vocabulaire Technique et Critique de la Philosophie, definió «teocracia» como el «gobierno ejercido por una casta sacerdotal»; y, en apoyo de tan restrictiva definición, llamó a colación tan solamente el texto del Catéchisme Positiviste de A. Comte: «La teocracia... reposa sobre dos instituciones conexas, la heredabilidad de las profesiones, cualesquiera que sean, y la universal preponderancia de la casta sacerdotal». En el mismo sentido seguirán N. Abbagnano y, ya en menor escala, The Oxford English Dictionary y Dizionario Ecclesiastico de A. Mercati y A. Pelzer (Turín, 1958)... Dizionario de Politica de N. Bobbio (Turín, 1983): «se designa con el término de teocracia un ordenamiento político en el que el poder es ejercido, en nombre de una autoridad divina, por hombres que se dicen sus representantes en la tierra si no directamente su encarnación. Carácter recurrente del sistema teocrático es la preeminencia recurrente en él de la jerarquía sacerdotal... La teocracia se traduce así en hierocracia». Entre otros Mc Grade, G. Pilot y sobre todo Ullmann consagran definitivamente la palabra hierocracia como un término técnico con un significado preciso. W. Ullmann en una de sus obras insiste con frecuencia y rigor en la distinción entre hierocracia y teocracia, mientras que en otro libro suyo igualmente clásico, el término teocracia se ausenta significativamente del texto. Por lo contrario, M. Damiata... entiende que hierocracia es una palabra a excomulgar porque tiene un tono áulico y especialista... Desgraciadamente, incluso por parte de algunos autores normalmente cuidadosos en el empleo de las expresiones técnicas, las dos palabras aquí confrontadas [hierocracia y teocracia] son utilizadas indistintamente.

### Teocracia en el islam
El califa fue, hasta la abolición del califato otomano en 1922, el máximo gobernante del Imperio islámico y, a la vez, «príncipe de los creyentes» y jerarca máximo del islam, aunque solo era reconocido por un cierto sector, usualmente mayoritario, de los musulmanes, generalmente dentro del sunismo. La relación entre el poder político y el religioso en el islam es problemática, puesto que no existe una diferencia conceptual entre ellos ni por tanto es posible una «separación Iglesia-Estado» (un lema recurrente es: «el islam es religión y es Estado» -en árabe dīn y daula-); de modo que es habitual calificar de teocracia al gobierno de los califas del Imperio islámico (que son definidos como «sucesores del profeta» o «comendadores de los creyentes»), o a los movimientos que periódicamente pretendían restaurar la «pureza originaria» del islam (fatimíes, almorávides, almohades, mahdistas, salafistas, etc.) Más obvio es denominar «teocrática» a la reacción islamista que depuso a gobiernos «laicos» estableciendo sistemas políticos como el de la revolución iraní (desde 1979), controlada por los ayatolas, a la época del Estado Islámico de Afganistán de los talibán (1992-2002) o al establecimiento en zonas de Siria e Irak del llamado Daesh o Estado Islámico (que pretende ser reconocido como califato de obligada obediencia para todos los musulmanes, desde 2014).

### Teocracia en el budismo
El dalái lama era gobernante monárquico de Tíbet hasta la invasión de China en 1951 y, a su vez, también era el máximo líder religioso del Imperio mongol tras la declaratoria de «religión oficial» del lamaísmo por Altan Kan y, posteriormente, en los países y regiones donde el lamaísmo o budismo tibetano era predominante, Bután, Ladakh, Tuvá, etc., pero sin ser reconocido como líder por otras escuelas budistas dentro del mundo budista. Lo mismo puede decirse del gobierno del Bogd Khan en Mongolia.

### Teocracia en el sijismo
El Imperio sij fue un reino entre los años 1799 y 1849, con capital en Gujranwala (entre 1799 y 1802) y en Lahore (entre 1802 y 1849). Fue el primer estado que tuvo al sijismo como religión oficial. Los sijes se independizaron del Imperio durrani y crearon el suyo propio. La Compañía de las Indias orientales quiso conquistar el imperio, lo que supuso una serie de guerras que desmembraron el mismo, produciéndose el fin de este en el año 1849, pasando a manos de los británicos. El Imperio Sij de la India fue una forma de gobierno teocrática durante toda existencia.

## Ejemplos actuales

### Afganistán
El régimen talibán tomó el poder en Afganistán entre 1996 y 2001 y luego lo retomó en 2021 tras la salida de las fuerzas militares occidentales. El régimen Talibán por su naturaleza religiosa fundamentalista estableció un sistema teocrático bajo el gobierno de un Jeque electo por un consejo islámico como parte del Emirato Islámico de Afganistán.

### Ciudad del Vaticano
La forma de gobierno de la Ciudad del Vaticano es una «teocracia» o «hierocracia» en cuanto a su legitimación religiosa y composición clerical, y también como «monarquía electiva» en cuanto a su jefatura, que, en términos de limitación del poder, es «absoluta». Aunque desde el Concilio Vaticano II se ha procurado eludir esa identificación, en términos institucionales y efectivos se mantienen intactas las competencias papales y la teoría justificativa de su legitimación.
El papa ejercía poder político directo sobre el Patrimonium Petri o Estados pontificios, un conjunto de territorios en el centro de Italia que incluían la Santa Sede en la ciudad de Roma, y que aunque se pretendían remontar a una presunta donación de Constantino (siglo IV) no existieron más que como concesión del Imperio carolingio y sus sucesores desde los siglos VIII al XI, siendo propiamente independientes desde la reforma gregoriana (1073-1085). Se liquidaron con las guerras napoleónicas y la unificación italiana del siglo XIX, restringiéndose desde 1870 a un espacio muy limitado (la Ciudad del Vaticano) cuya condición estatal quedó fijada en los Pactos de Letrán con Mussolini en 1929.
Hasta hoy, el papa es a la vez un jefe de Estado reconocido por la comunidad internacional y cabeza de la Iglesia como «vicario de Cristo», condición ésta que no le reconocen otras confesiones cristianas, como ortodoxos y protestantes, sino únicamente los católicos, pero lo que le otorga influencia a nivel mundial: tratamientos como «Su Santidad» o «Sumo Pontífice» se usan protocolariamente como muestra de deferencia; y sus representantes diplomáticos (los nuncios, que también ejercen funciones religiosas) son considerados decanos del cuerpo diplomático en muchos países (algunos, incluso reconocen relaciones especiales fijadas en tratados denominados Concordato). La autoridad del Papa dentro de la Ciudad del Vaticano es absoluta, no teniendo más limitaciones teóricas que las normas que hereda de sus predecesores (y que puede alterar) y las que él mismo decida fijar (lo que puede hacer con su única voluntad); incluyendo también las normas por las que se regula la sucesión papal (una elección entre los cardenales o «príncipes de la Iglesia», tras la muerte del papa -aunque, en el caso más reciente, se produjo tras su renuncia-). El gobierno se ejerce a través de instituciones (la Curia) cuya estructura y funciones puede crear y modificar según su voluntad, y a cuyos cargos nombra y depone libremente.

### Estado Monástico Autónomo de la Montaña  (Monte Athos)
Aunque dentro del Estado griego, el territorio del Monte Athos está reconocido desde 1924 como una entidad independiente regida por sus propios monjes mediante una «comunidad sagrada» (Iera Koinotita) de veinte representantes (uno por cada monasterio) de la que se eligen cuatro «supervisores» (epistates) para la «supervisión sagrada» (Iera Epistasia), liderados por uno denominado «principal» (Protos) que debe elegirse entre alguno de los cinco monasterios más importantes.

### Orden de Malta
La Orden de Malta, es una orden religiosa católica fundada en Jerusalén en el siglo XI por comerciantes amalfitanos. Nació dentro del marco de las cruzadas y desde un principio, junto a su actividad hospitalaria, desarrolló acciones militares contra los ejércitos musulmanes (inicialmente árabes, y más tarde también turcos). A pesar de que desde la pérdida de la Isla de Malta, la orden no sostiene soberanía alguna de ningún territorio nacional, aun sigue siendo reconocida por la comunidad internacional como un sujeto de derecho internacional. Actualmente no ha sido elegido un Gran Maestre oficial pero su lugarteniente interino actual es Marco Luzzago Su sede central, que ha cambiado de sitio en varias ocasiones, actualmente se encuentra en la ciudad de Roma, Italia, en la Via dei Condotti, en el Palacio Magistral, cerca de la plaza de España. Ese edificio y la Villa Magistral del Aventino, que funciona como su embajada ante la República Italiana, tienen estatuto de extraterritorialidad.

### Irán
En Irán, tras la Revolución Islámica de 1979, se estableció una teocracia chiita con la denominación de república islámica, inspirada en el libro del ayatolá Jomeini Gobierno islámico (en persa Velayat-e faqih  ولایت فقیه, publicado en 1970, probablemente, el más influyente documento escrito en los tiempos modernos en favor de la teocracia). La Constitución de la República Islámica de Irán es confesional, reconociendo la soberanía a Dios y no al pueblo, y declarando el predominio de los textos y tradiciones sagradas (el Corán la Sunna y la Sharía) sobre cualquier decisión de las instituciones políticas (gobierno, parlamento o tribunales), aunque éstas se constituyan tras procesos que incluyen la votación popular, que en todo caso siempre están sometidos a un filtrado que garantiza que todos los candidatos sean fieles a los principios de la revolución islámica. Un órgano de gobierno clave, el Consejo de Guardianes (compuesto por clérigos y juristas musulmanes designados por el Líder Supremo y el parlamento), debe velar por el cumplimiento de los principios religiosos que identifican la revolución. La jefatura del Estado corresponde al Líder Supremo de Irán, elegido por la Asamblea de los Expertos (compuesta por clérigos elegidos por votación popular, pero tras un proceso de filtrado). El Gobierno de Irán, presidido por el Presidente de Irán (elegido por voto popular cada cuatro años entre candidatos sometidos a un proceso de filtrado), ejerce el poder ejecutivo (limitado por el Consejo de Guardianes, que puede vetar cualquier decisión, y reservando cuestiones clave de política de defensa y exterior y la política nuclear al Líder Supremo) y sus miembros son responsables ante el parlamento. El poder legislativo (limitado por el Consejo de Guardianes, que puede vetar cualquier decisión) es ejercido por un parlamento unicameral, la Asamblea Consultiva Islámica, cuyos miembros son elegidos por votación popular cada cuatro años entre candidatos sometidos a un proceso de filtrado.

El papel que el ordenamiento legislativo otorga a la religión es de grado diferente en cada uno de los países musulmanes; aunque las declaraciones constitucionales pueden quedar desfasadas por la realidad (por ejemplo, Turquía sigue siendo oficialmente laica a pesar de que su gobierno sea «islamista moderado», mientras que Sudán sigue sin tener una declaración constitucional islámica, pese a que su gobierno sea «islamista radical»). Tampoco puede identificarse con su amistad o enemistad con las potencias occidentales: las monarquías del Golfo (monarquías islámicas) están entre los principales aliados de Estados Unidos, mientras que Irán (república islámica) figura entre sus principales enemigos.
Estado islámico
Estado confesional
Sin declaración
Estado laico

### Otros países islámicos
En Arabia Saudí, la propia justificación política de su existencia es el título de Guardián de los Santos Lugares de su rey, y la Ley Fundamental (النظام الأساسي للحكم بالمملكة العربية السعودية) considera al Corán y la Sunna como su constitución, no existiendo ningún límite formal al poder real.
Marruecos, definido como una monarquía constitucional, tiene a su rey como líder espiritual con el título de Príncipe de los creyentes, además de reconocérsele en la propia Constitución de 2011 el poder supremo y el control efectivo de las instituciones políticas.
Sudán se constituyó en una teocracia en 1986 bajo la dirección de Sadiq al-Mahdi, descendiente del Mahdi que lideró la guerra mahdista de finales del siglo XIX. Posteriormente fue sustituido por Omar Hasán Ahmad al Bashir, aunque se mantuvo la  identificación con un islamismo radical.
En Pakistán el general Muhammad Zia-ul-Haq dio un golpe de Estado en 1978, tras el que se impuso la «sharización» o «islamización». En 1979 se aprobaron las «leyes hudud», que imponen los castigos hadd y tazir, propios de la sharia, para el adulterio, la fornicación extramarital -zina-, la acusación falsa de esos delitos -qazf-, el robo o el consumo de alcohol. En todo caso, es el poder militar el de mayor peso en la vida política pakistaní.

## Comparación con otros modelos de relación Estado-religión
Paul Cliteur, catedrático de Jurisprudencia de la Universidad de Leiden, establece en su ensayo  Esperanto moral (2007) cinco modelos en la relación entre el Estado y la religión:
1. Estado ateo o ateísmo de Estado. Es la promoción estatal de la irreligión, no admite ninguna forma de religión o secta. Se establece a través de la destrucción de edificios religiosos (iglesias, mezquitas, sinagogas, templos hindúes, templos budistas, templos sintoístas, etc.), la quema de libros sagrados (Biblia, Corán y Torá), el encarcelamiento, la persecución o deportación de ministros religiosos y la prohibición total de la práctica religiosa, como es el caso de Corea del Norte.
2. Estado laico o irreligioso. El Estado no tiene una religión estatal y supone la nula injerencia de cualquier organización o confesión religiosa en el gobierno de un país, ya sea en el poder legislativo, el ejecutivo o el judicial.
3. Estado aconfesional o neutro colaborativo. El Estado no tiene una Iglesia oficial o religión de Estado, pero sí da importancia a las expresiones religiosas de su pueblo, que no sólo las protege, sino que las fomenta de forma equitativa entre los diferentes sectores religiosos presentes en su territorio. Este es un modelo reivindicado por los diferentes sectores religiosos que no tienen estatus de religión oficial.
4. Estado multirreligioso, pluriconfesional o con varias religiones oficiales. El Estado ayuda e incluso financia a varias religiones que reconoce como estatales y mantiene a sus clérigos, sus templos y sus actividades. Aunque se den casos de tolerancia religiosa, los beneficios para las religiones oficiales resultan en detrimento de las demás religiones presentes en el territorio.
5. Estado confesional o con religión oficial. Una Iglesia o religión ocupa un lugar destacado en tareas de gobierno y orden público. El Estado mantiene la Iglesia dominante a través de los impuestos de la población. Aunque se den casos en que también se toleran otras Iglesias, los derechos de la religión estatal menoscaban a los demás sectores religiosos que hacen presencia entre su población.
6. Teocracia o Estado unificado con la religión oficial. Una religión dominante es la que ocupa el poder en el gobierno. Por lo general, se establece como la única religión tolerada y todas las demás son suprimidas. Se aplican las leyes que conciernen a esa religión. Se mantiene en Europa en la Ciudad del Vaticano, el monte Athos y la Orden de Malta. También en gran parte de Oriente Próximo, como Arabia Saudita; se instauró en el poder en Irán desde 1979, en Marruecos el rey es a la vez líder político y religioso, en Pakistán se aplica la sharía, especialmente en zonas rurales, así como en Afganistán en dos ocasiones (el Estado Islámico y el primer Emirato Islámico en los años 1990 y el segundo Emirato Islámico desde 2021) y en algunas zonas mayormente musulmanas de Nigeria y Sudán. Aunque existen algunos países islámicos seculares como Turquía e Indonesia, en general el islam tiene una fuerte influencia política en gran parte de naciones de mayoría musulmana.

## La teocracia en la literatura y el arte
- Encuentro de León Magno con Atila, fresco de Rafael Sanzio, 1513-1514 (como el resto de las Stanze del Palacio Apostólico de la Ciudad del Vaticano, es una justificación del poder papal).
- La letra escarlata, novela de Nathaniel Hawthorne, 1850.
- Sinuhé, el egipcio, novela de Mika Waltari, 1945.
- Las brujas de Salem, obra de teatro de Arthur Miller, 1952.
- El cuento de la criada, novela de Margaret Atwood, 1985.
- Rapa Nui, película de Kevin Reynolds, 1994.
- Persépolis, cómic de Marjane Satrapi, 2000-2003.